# Torre Benghisa

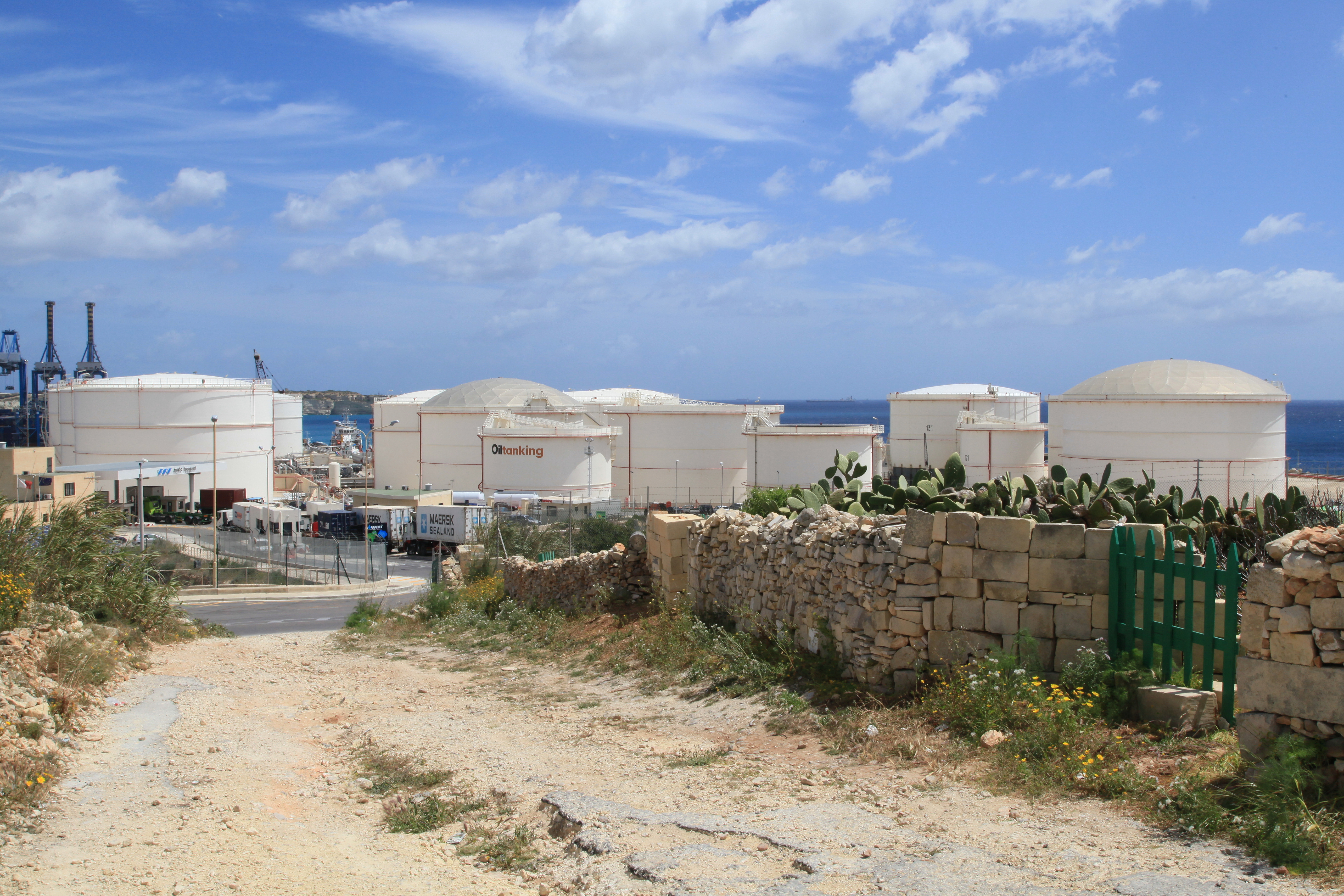
Tanques de petróleo en el puerto franco de Malta, sobre el emplazamiento donde se situaba la torre aproximadamente en el centro de esta imagen.

La Torre Benghisa (en maltés: Torri ta' Bengħisa), originalmente conocida como Torre di Benissa y también conocida como la Torre Roja (en maltés: Torri l-Aħmar), era una pequeña torre de vigilancia en la localidad de Bengħisa, dentro de los límites de Birżebbuġa, Malta. 

## Historia
Fue construida en 1659 durante el mandato del Gran Maestre Martín de Redín, siendo la séptima de las conocidas como torres de Redín, cerca del sitio de un puesto de vigilancia medieval. Se construyó un atrincheramiento alrededor de la torre en 1761, y estaba defendida con 10 armas. 
La torre fue demolida por los británicos para despejar la línea de fuego del cercano Fuerte Benghisa en 1915.

## Actualmente
El sitio de la torre y el atrincheramiento está ocupado por tanques de petróleo que forman parte del puerto franco de Malta. 